# Az Egyesült Nemzetek Szervezete gyámsági területei

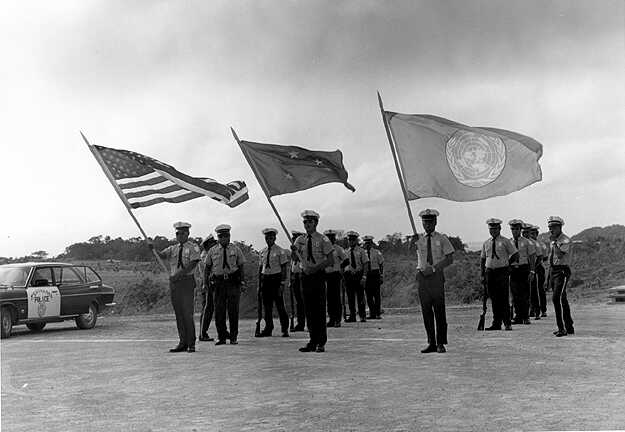
A palaui rendőrség üdvözli az ENSZ Látogató Misszióját a Csendes-óceáni-szigetek Gyámsági Területen (1973).

Az Egyesült Nemzetek Szövetsége gyámságok, vagy ENSZ-gyámságok a korábbi Nemzetek Szövetsége mandátumok örökösei voltak, miután 1946-ban a Népszövetséget feloszlatták, és helyette létrejött az ENSZ.
Valamennyi gyámságot az Egyesült Nemzetek Szervezete Gyámsági Tanácsán keresztül igazgatták. A korábbi népszövetségi mandátumok közül egyedül Délnyugat-Afrika nem lett ENSZ-gyámság, a területre igényt tartó Dél-Afrika ellenkezése miatt. (Később, 1990-ben a terület Namíbia néven elnyerte a függetlenségét.)
Az ENSZ-gyámság más, mint az ENSZ igazgatta terület.

## A gyámság (és a gyámhatalmak)

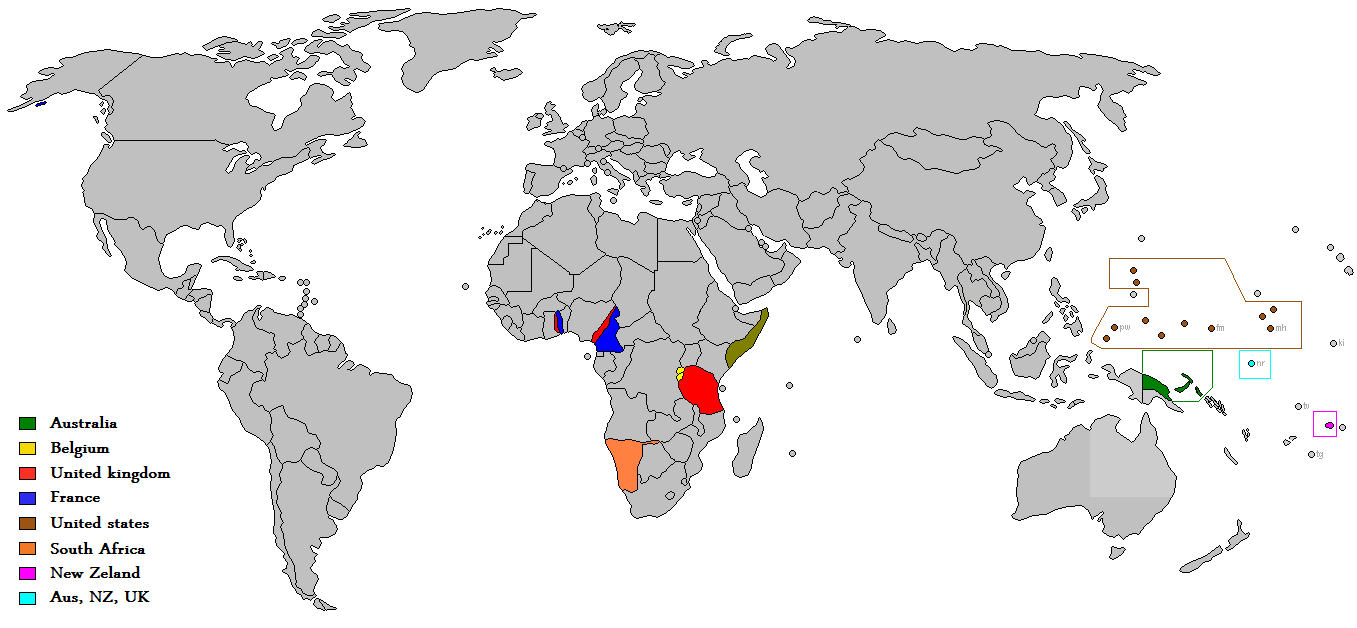
ENSZ-gyámságok a gyámmal

Az ENSZ-gyámságok mai utódállamai.
Kizárólag egykori gyámsági területekből létrejött államok
Részben egykori gyámsági területekből létrejött államok

### A korábbi német Schutzgebiete
Valamennyi terület korábban népszövetségi mandátum volt.
- Francia Kamerun: Kamerun néven 1960-ban elnyerte a függetlenséget.
- Brit Kamerun: Valamivel kisebb volt, mint Francia Kamerun. Két külön egységben (Észak-Kamerun és Dél-Kamerun) igazgatták. Az észak 1961 májusában Nigéria része lett, a dél 1961 októberében Kamerunhoz csatlakozott.
- Az Új-Guineai Terület (Ausztrália): A sziget északkeleti része népszövetségi mandátum volt az első világháború előtt, a délkeleti része pedig Ausztráliához tartozott. A második világháborút követően a két részből egy igazgatási egységet csináltak, bár jogilag a Pápua Terület és az Új-Guineai Terület elkülönült egymástól. 1975-ben a kettő jogilag is egyesült és Pápua Új-Guinea néven függetlenné vált. A sziget nyugati része egyik területhez sem tartozott. Ez volt Holland Új-Guinea, mielőtt 1962-ben Indonézia annektálta.
- Ruanda-Urundi Belgium népszövetségi mandátuma volt. 1962-ben két részre szakadva – Ruandára és Burundira – függetlenné vált.
- Tanganyika brit népszövetségi mandátum volt. 1961-ben függetlenné vált, majd 1964-ben egyesült a korábbi brit protektorátus Zanzibárral, és így jött létre Tanzánia.
- Francia Togo 1960-ban lett független.
- Brit Togo, amely sokkal kisebb volt Francia Togónál 1956-ban egyesült Aranypart brit gyarmattal, és ezzel 1957-ben létrejött Ghána.
- A Nyugat-Szamoai Gyámság, korábban Új-Zéland mandátuma 1962-ben független lett. A neve 1997-től Szamoa.

### Korábbi német, japán gyarmatok

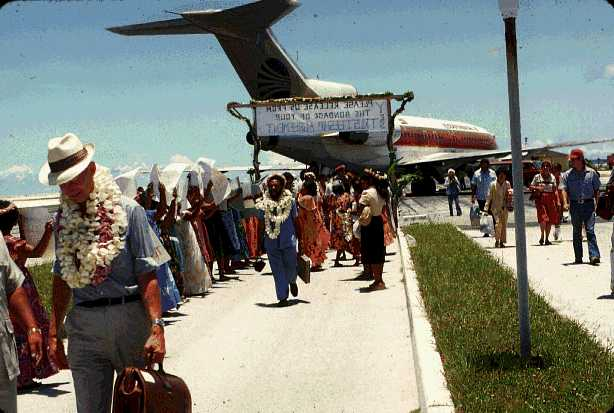
Az ENSZ Látogató Missziója érkezése, Majuro, 1978. A felirat szövege: „Engedjetek el a Gyámsági Megállapodás gúzskötéséből.”

A következő területek szintén korábbi népszövetségi mandátumok.
- A Naurui Gyámsági Terület Ausztrália, az Egyesült Királyság és Új-Zéland közös mandátuma volt korábban. 1968-ban független lett Nauru néven.
- A Csendes-óceáni-szigetek Gyámsági Terület, amely korábban japán mandátum volt, az Egyesült Államok felügyelete alá került. Később több részre szakadt, amelyek kiváltak: a Marshall-szigetek 1979-ben, a Mikronéziai Szövetségi Államok 1979-ben, az Északi-Mariana-szigetek 1978-ban, Palau 1981-ben. Ezek az országok szabad társulásról szóló egyezményt kötöttek az Egyesült Államokkal (Compact of Free Association), az Északi-Mariana-szigeteket kivéve, amely Puerto Ricóval együtt az Amerikai Egyesült Államok társult állama, teljes önkormányzattal rendelkező amerikai függőség.

### Korábbi olasz területek
- Olasz Szomália a háború előtt és után is olasz közigazgatás alatt állt, Olaszország 1950-ben kapta meg gyámságként. 1960-ban egyesült Brit Szomáliával és létrejött a független Szomália.

## Javasolt gyámsági területek
- Még tartott a második világháború, amikor Franklin D. Roosevelt amerikai elnök azt javasolta, hogy Korea legyen közös amerikai-szovjet gyámság. Az elképzelés feledésbe merült miután 1945. április 12-én Roosevelt meghalt, de decemberben a moszkvai konferencián ismét előkerült és polgári nyugtalansághoz vezetett Koreában.[1]
- Harry S. Truman amerikai kormánya 1948-ban azt javasolta, hogy Brit Palesztinát ENSZ-gyámság alá kellene helyezni.[2][3]

## További információ
- The United Nations and Decolonization: Trust Territories that Have Achieved Self-Determination* WorldStatesmen – Index of Possessions and Colonies

## Fordítás
Ez a szócikk részben vagy egészben  az   United Nations trust territories című angol Wikipédia-szócikk ezen változatának fordításán alapul.  Az eredeti cikk szerkesztőit annak laptörténete sorolja fel. Ez a jelzés csupán a megfogalmazás eredetét és a szerzői jogokat jelzi, nem szolgál a cikkben szereplő információk forrásmegjelöléseként.